# Espeleotema

Secció transversal d'una cova kàrstica. El dibuix mostra diferents tipus d'espeleotemes:
- A—Estalactita
- B—Macarró
- C—Estalagmita cònica
- D—Estalagmita
- E—Columna
- F—Bandera
- G—Cortina
- H—:Helictita
- I—Llet de Lluna
- J—Gour
- K—:Espeleotema fibrós
- L—Colada pavimentària
- M—Terreny kàrstic
- N—Aigua subterrània
- O—Escut o paleta de pintor
- P—Revestiment
- Q—Perla de caverna
- R—Con de calcita flotant
- S—Revestiment
- T—Cornisa
- U—Estalactita globulosa
- V—Conulita
- W—Fals sòl
- X—:Safates
- Y—Calcita flotant
- Z—Coral·loide
- AA—:Antodita
- AB—Colada parietal
- AC—:Agregat acicular
- AD—Espeleosismites
- AE—Enreixats
- AF—Anemolita

Un espeleotema és un dipòsit mineral secundari que es forma per precipitació química a partir d'un mineral primari en una cova, generalment en terrenys càrstics, en els quals les aigües d'infiltració, degoteig i escorriment tenen un paper fonamental. Els minerals més freqüents en els espeleotemes són la calcita i l'aragonita, ambdós carbonats de calci, i el guix, sulfat de calci, dissolts de la roca calcària per l'aigua subterrània circumdant.
El mot espeleotema fou introduït pel geòleg del Servei Geològic dels EUA George William Moore (1928-2007) el 1952 i prové del mot grec σπήλαιον, caverna, i del llatí "thema", que a la vegada ve del grec θέμα, assumpte, matèria.
Al llarg de la història, els espeleotemes han estat admirats pels exploradors de les coves però també han sigut explotats per a usos terapèutics. Cal destacar la utilització de la llet de Lluna o les estalactites triturades, tant en la farmacopea occidental com a oriental, com a cataplasmes i, fins i tot, la seva administració oral per a augmentar la llet de les dones lactants. Darrerament, els espeleotemes han adquirit una importància notable des del punt de vista científic. Nombroses investigacions recents han mostrat que els espeleotemes poden ser una bona memòria paleoambiental, en el sentit que poden ser utilitzats com a indicadors paleoclimàtics mitjançant la interpretació de les seves traces isotòpiques i l'edat de la seva formació. També s'ha demostrat la utilitat dels espeleotemes en estudis paleosísmics.

## Datació
Per a la datació dels espeleotemes s'empra la determinació de les proporcions dels radioisòtops 230Th/238U i 231Pa/235U. En el primer cas es pot datar un espeleotema des de l'actualitat fins a uns 350 000 anys, i pel segon entre 5 000 i 150 000 anys, amb errors de només 1 000 anys en ambdós casos. El fonament d'aquesta tècnica, basada en la desintegració radioactiva, és que en la naturalesa les roques, com ara les calisses, contenen U-238 en equilibri amb els seus isòtops de desintegració. Quan l'aigua dissol la roca calissa aquest urani es dissol en ella però no ho fa el Th-230, que resta a la roca primària. Quan l'aigua arriba a una cova es diposita carbonat de calci formant els espeleotemes i, també ho fan, sals d'urani. En aquest moment el "rellotge atòmic" es posa a zero i comença a comptar, ja que l'urani està fixat i els productes de la seva desintegració radioactiva resten a l'espeleotema. Quan es faci la datació d'aquest espeleotema tot el tori-230 present serà tori-230 provinent de la desintegració de l'urani-238 i així se'n pot determinar la seva edat.

## Gènesi
Les capritxoses formes dels espeleotemes, que a vegades desafien fins i tot les lleis de la gravetat, han donat lloc a l'elaboració d'hipòtesis molt variades sobre la seva gènesi. En els segles xvii i XVIII encara existia la creença que els espeleotemes creixien d'una manera semblant al de les plantes, se'ls anomenava arbres de pedra, atorgant a aquestes formes el qualificatiu d'organisme viu. Una altra de les hipòtesis curioses, deguda al químic i alquimista francès del segle xvii Étienne de Clave, era que molts d'ells no procedien de la percolació de les aigües, sinó de la petrificació dels vapors que recorrien les cavitats procedents del centre de la Terra. Malgrat aquestes teories cal esmentar que, molt abans, filòsofs i pensadors àrabs com Avicenna (segle xi) ja proposaren que els espeleotemes es formaven pels continguts que portava l'aigua al percolar pel subsòl, encara que el procés de precipitació no fóra ben entès encara. Totes aquestes hipòtesis naixeren a l'empara de la consideració que les cavitats eren quelcom misteriós i inescrutable, un món on tot era estrany i desconegut.

1. Dissolució del CO₂ en l'aigua de pluja i formació d'àcid carbònic. 2. Dissolució del carbonat de calci per acció de l'acidesa de l'aigua. 3. Precipitació del carbonat de calci en desplaçar-se els anteriors equilibris per pèrdua de CO₂.

Però el problema residia a explicar com era possible la dissolució de la roca carbonatada i la seva posterior precipitació. Una de les primeres idees respecte d'això fou la de Johann Gottlob Lesser (segle xviii) que atribuí la dissolució de la calcària a l'acció del spiritus acido-aereous, un àcid contingut a l'atmosfera de les cavitats. Aquest àcid misteriós, l'àcid carbònic, capaç de dissoldre la roca, fou posteriorment identificat pel francès Georges Cuvier en el segle xix referint-se en els seus escrits com el causant, després de la seva evaporació, del dipòsit d'estalactites i estalagmites.
Finalment, la consideració definitiva de què era el diòxid de carboni, CO₂, el vertader motor de la carstificació i origen d'aquest àcid carbònic, podria ser atribuïda, tal vegada, a Justus von Liebig, químic alemany que el 1830 proposà que la concentració de CO₂ existent al sòl per l'activitat de les arrels, és a dir la seva respiració, i la seva combinació amb l'aigua d'infiltració era la causa de la dissolució de les roques carbonatades.
Actualment se sap que el diòxid de carboni que prové de l'atmosfera és dissolt en l'aigua de pluja formant-se àcid carbònic que queda en equilibri químic en dissociar-se en cations oxoni, que acidifiquen l'aigua, i anions hidrogenocarbonat:
Posteriorment l'aigua s'infiltra en el terreny on dissol més diòxid de carboni procedent de la respiració de les arrels de les plantes i de la biota edàfica. L'aigua així acidificada quan s'infiltra en els terreny calcaris facilita la dissolució dels carbonats dels sòls, bàsicament carbonat de calci, CaCO₃, i en menor quantitat carbonat de calci i magnesi, CaMg(CO₃)₂, pocs solubles en aigua (5-6 mg/l pel CaCO₃):
Quan el diòxid de carboni dissolt s'allibera a mesura que l'aigua es troba amb l'aire de la cova, es redueix la capacitat de l'aigua per mantenir el carbonat de calci en dissolució i fa que es dipositi en forma de calcita, principalment, o d'aragonita.
Aquests dipòsits secundaris, o espeleotemes, es poden acumular per formar estalactites, estalagmites, colades, helictites, perles de cavernes, i molts d'altres tipus.

## Classificació en funció de la gènesi
La classificació en funció de la gènesi diferencia quatre categories d'espeleotemes (de degoteig, de flux, de percolació i subaquàtics) basant-se en la gènesi i en el tipus de mecanisme que els produeix.

### Espeleotemes de degoteig
Els espeleotemes de degoteig són els més coneguts, destacant les estalagmites i estalactites. S'originen quan l'aigua infiltrada en el terreny, i saturada de diòxid de carboni i de carbonat de calci, arriba al sòtil d'una cova després de recórrer les fissures de la roca. En sortir roman suspesa en forma de gota durant un curt espai de temps abans de caure en terra. Mentre la gota està penjant del sòtil es produeix una pèrdua de diòxid de carboni cap a l'atmosfera de la cova, per la qual cosa precipita una petita quantitat de calcita que va construint un anell al voltant de la gota, formant-se estalactites. Quan aquesta gota cau al sòl de la cova continua el despreniment de diòxid de carboni i la deposició de carbonat de calci, formant-se estalagmites, fins que cessa la sobresaturació. D'altres espeleotemes que es formen per degoteig són les columnes, les conulites o les estalactites fistuloses.

### Espeleotemes de flux
Els espeleotemes de flux (colades, dosserets…) es generen quan les aigües d'infiltració descorren per les parets o pel sòl de les coves, mantenint-se sobresaturades al llarg del seu recorregut. El seu creixement es realitza a partir del flux de petits corrents d'aigua que es generen freqüentment al peu de formacions estalagmítiques o a llocs on es van col·lectant aigües de degoteig. L'orientació dels cristalls és perpendicular a la superfície de creixement de la colada, per la qual cosa la seva estructura interna presenta unes bandes característiques que permeten d'efectuar interpretacions estratigràfiques. Les colades parietals, les que es formen a les parets de les coves, solen presentar morfologies mimètiques que semblen arbres, cascades i orgues, per la qual cosa constitueixen elements fonamentals en la decoració de les coves turístiques.

### Espeleotemes de percolació
Els espeleotemes de percolació (agregat acicular, antodita, flors de cova…) es formen a partir de les aigües de percolació que traspuen molt lentament a través dels petits porus i intersticis de les parets. A causa de les condicions locals de porositat de la roca i a la influència de factors microclimàtics aquests espeleotemes poden mostrar una gran complexitat. La interferència d'altres processos, incloent-hi el flux per capil·laritat i els esquitxos d'aigua de degoteig, pot contribuir a complicar-ne encara més la gènesi. Alguns autors suggereixen que minúscules polvoritzacions poder ser atrapades pels vèrtexs de certes formacions, col·laborant en el seu creixement.

### Espeleotemes subaquàtics
Els espeleotemes subaquàtics (cornises, dits, fulls, coral·loides…) es formen sota l'aigua i se'n poden diferenciar dues categories, els de guals i els freàtics. Les cristal·litzacions subaquàtiques es caracteritzen per presentar superfícies rugoses, amb cares cristal·lines prominents que mostren cristalls de calcita ben desenvolupats. El seu creixement es realitza per davall del nivell que ocupen localment les aigües i en condicions de sobresaturació que provoquen la precipitació del carbonat de calci.

#### Espeleotemes de guals
L'aigua que flueix pel sòl d'una cova pot quedar estancada en un gour, una paret que forma un gual. En el seu interior, el fons i les parets apareixen recoberts per espeleotemes subaquàtics d'aspecte coral·loide, i amb freqüència s'observen acumulacions de calcita flotant. El creixement en volum dels gours es produeix a partir del nivell en què l'aigua vessa, ja que l'emissió de diòxid de carboni es veu potenciada a la vorera per on cau l'aigua amb la qual cosa aquesta augmenta progressivament la seva altura. Mentrestant, si les aigües que s'estanquen al gour estan molt sobresaturades d'hidrogenocarbonat de calci, Ca(HCO₃)₂, la concavitat tendeix a farcir-se de cristal·litzacions subaquàtiques.

#### Espeleotemes freàtics
Són espeleotemes formats a la zona saturada del carst. Se'n troben controlats pel nivell freàtic continental (rius, llacs…) i controlats pel nivell de l'aigua de la mar si les coves estan properes a la costa, o hi han estat en algun moment de la seva història.

## Classificació en funció de la morfologia
Des de 1997 s'empra una classificació que combina la morfologia dels espeleotemes i el seu origen, nomenclatura proposada per Carol A. Hill i Paolo Forti. Aquests autors classifiquen els espelotemes en tipus, subtipus i varietats.

### Tipus

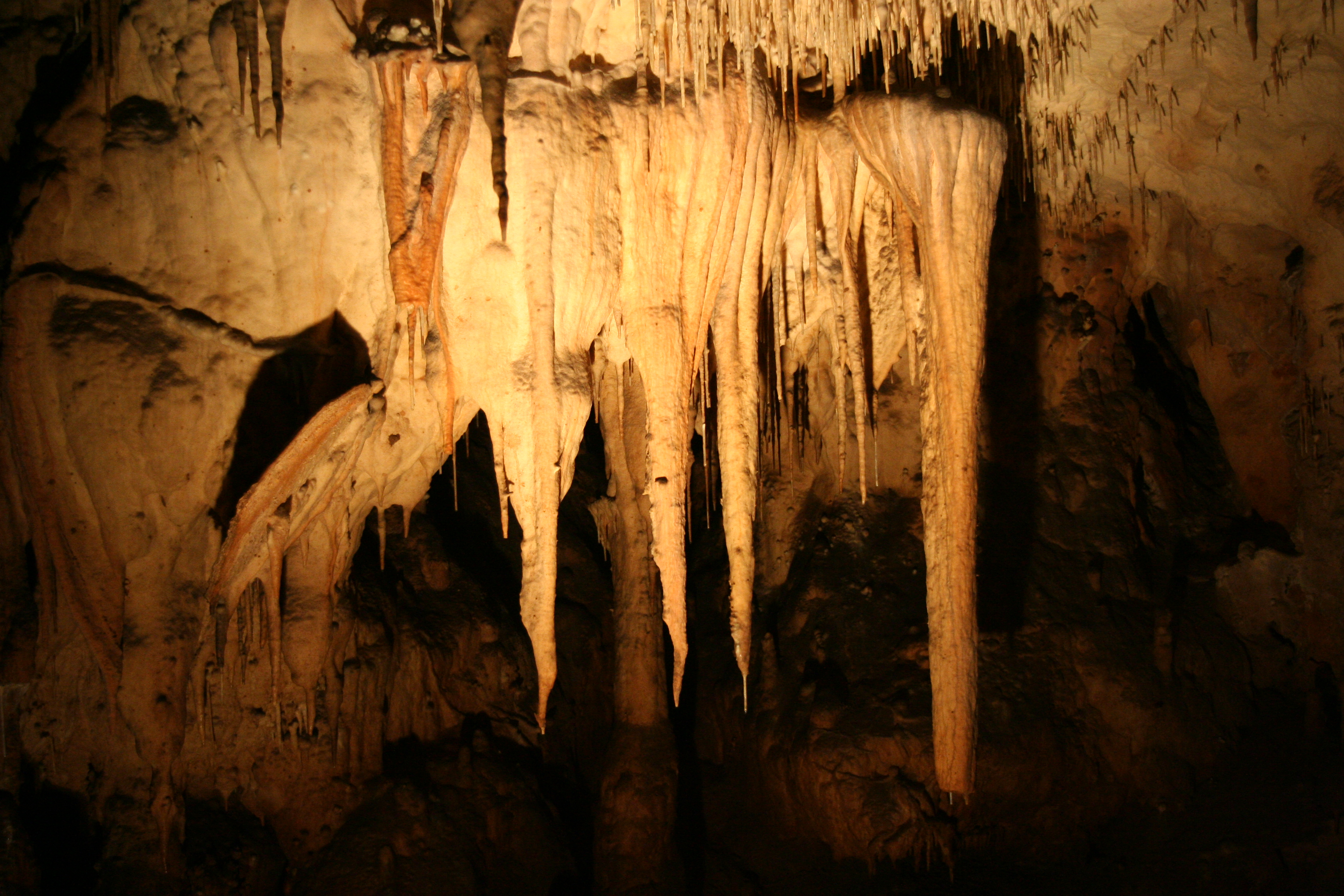
Estalactites
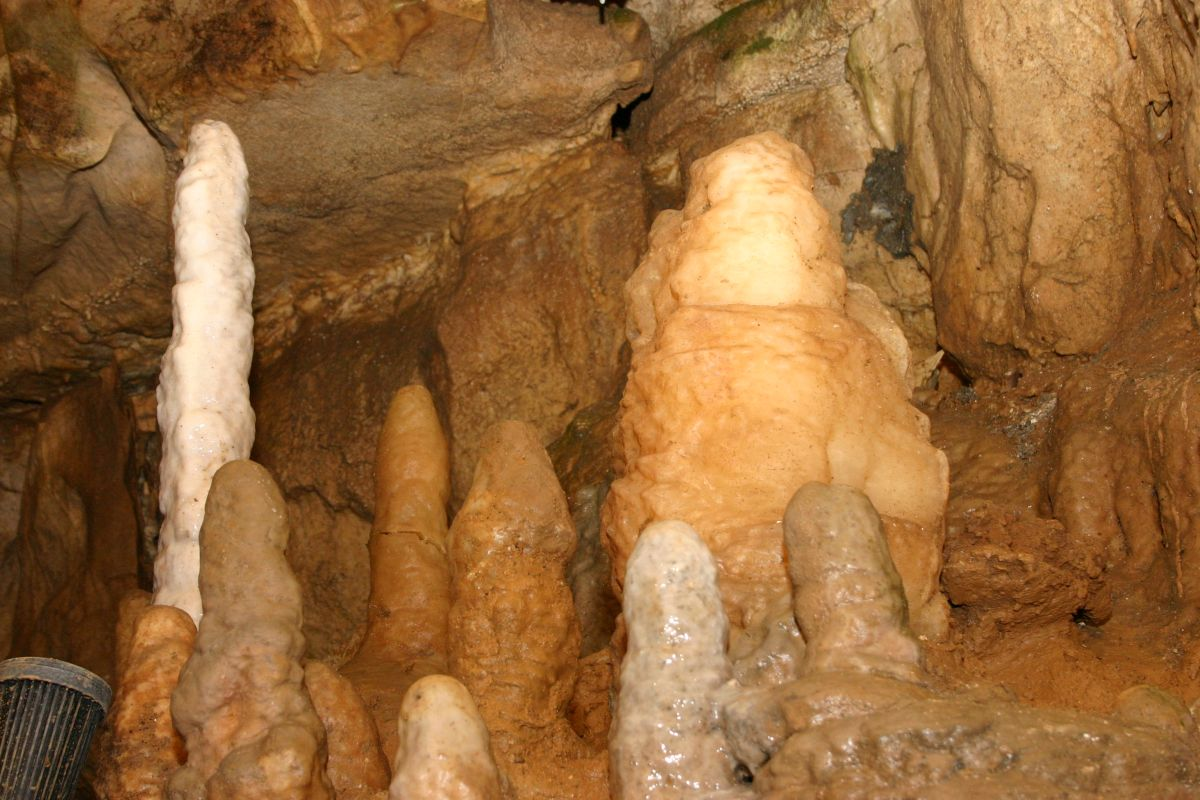
Estalagmites

El tipus és un grup o categoria d'espeleotemes que comparteixen una o més característiques morfològiques i que tenen un origen comú, diferent del d'altres tipus. La morfologia del tipus d'espeleotema està controlada per nou mecanismes hidrològics: degoteig, flux, inundació, guèiser, capil·laritat, condensació, aerosol, aigua freàtica i, molt rarament, vapor. Un mateix tipus d'espeleotema pot ser generat per un sol d'aquests mecanismes o per la combinació de diversos. La forma també pot estar condicionada per la influència de corrents d'aire o pel medi sobre el que es forma l'espeleotema (roca o terra). Així les estalactites i les estalagmites són tipus d'espeleotemes originats pel degoteig de l'aigua i amb creixement vertical. Les  colades es formen quan l'aigua flueix per les parets o el sòls de les coves. Les helictites creixen canviant de direcció degut al seu creixement per capil·laritat a través de canals interns.

### Subtipus

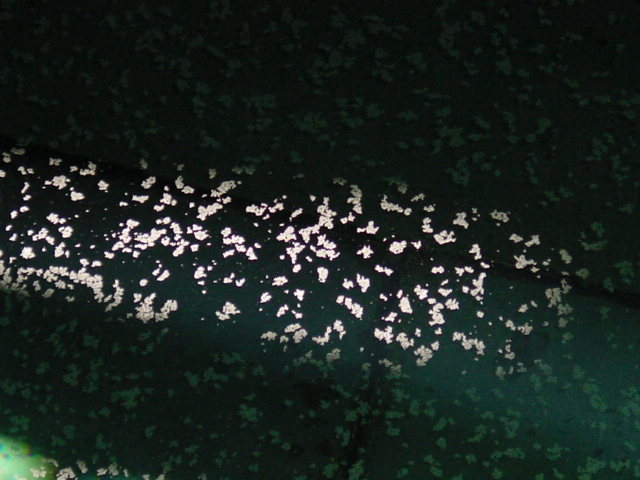
Calcita flotant
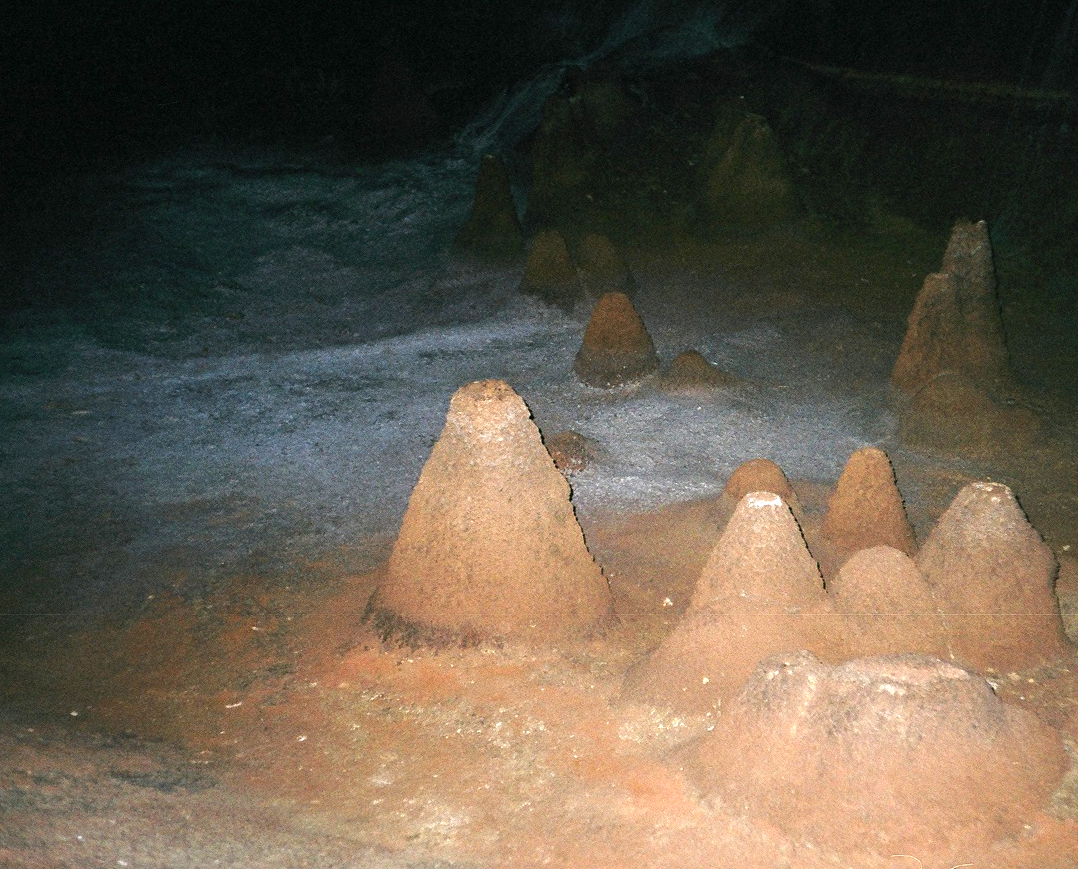
Cons de calcita flotant

Un subtipus és un grup o categoria d'espeleotemes que té una identitat estructural semblant al tipus, però el seu origen difereix bastant del tipus, de manera que dona lloc a una morfologia extravagant amb elements estructurals addicionals. Això és degut al fet que actua de forma addicional un altre dels mecanismes hídrics, o d'altres factors. Per exemple la calcita flotant és un tipus d'espeleotema que es forma a la superfície d'aigües tranquil·les, que posteriorment, degut a gotes d'aigua que cauen del sostre, poden transformar-se en cons de calcita flotant, amb una morfologia diferent de la calcita flotant, amb la qual comparteix la composició i estructura. Així el cons de calcita flotant són un subtipus d'espeleotema i la calcita flotant és un tipus d'espeleotema. D'altres exemples són els gours de flor de lot i les cornises de mitja lluna que són subtipus dels gours i de les cornises respectivament.

### Varietat

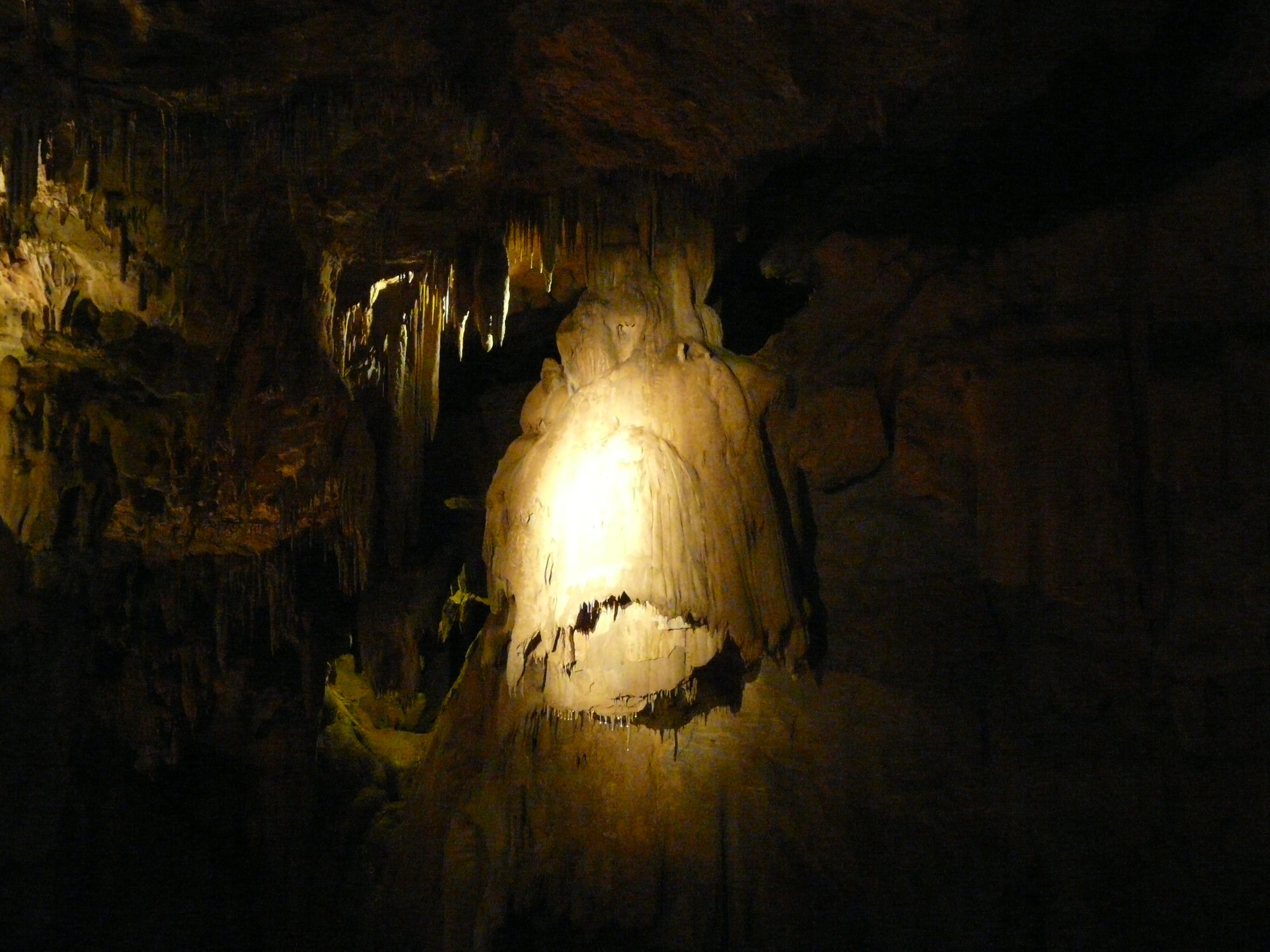
Dosseret de campana (varietat de dosseret)
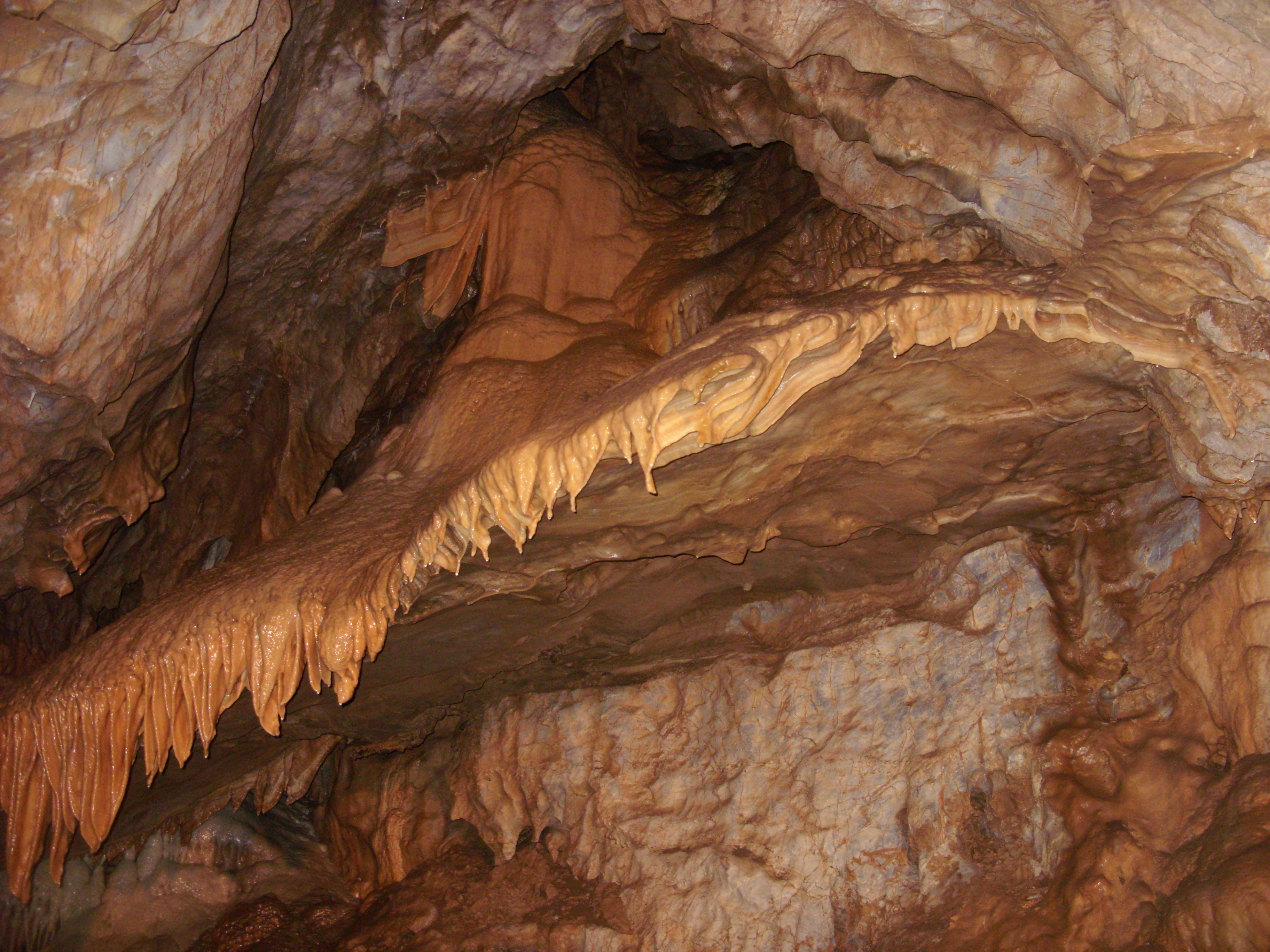
Dosseret baldaquí (varietat de dosseret)

Una varietat és un grup o categoria d'espeleotemes que té una morfologia distinta de la del tipus, o del subtipus, produïda per diferències en el flux d'aigua, composició mineral, color, cristal·linitat o altres factors. Es diferencia del subtipus en el fet que està produïda per petites variacions del mecanisme o mecanismes hidrològics i en que retén la identitat estructural equivalent a la del tipus. Existeixen varietats tant dels tipus com dels subtipus. Per exemple un paracaigudes és una varietat d'escut produït per un excés del flux de l'aigua per sobre de la superfície de l'escut, donant lloc a una forma distinta, però on es pot reconèixer l'escut. D'altres exemples els trobam amb les varietats dels dosserets, subtipus d'espeleotemes de les colades, que poden presentar-se en diferents varietats segons la seva forma: dosseret de campana, dosseret baldaquí, etc., que han estat originats per diferents mecanismes que han afavorit un desenvolupament de les colades a les parets en direcció horitzontal més que en vertical.

## Llistat d'espeleotemes
- Agregat acicular
- Bandera
- Bacó (varietat de bandera)
- Colada parietal (varietat de colada)
- Columna
- Coral·loide
- Cornisa
- Flors de guix
- Gour
- Llet de Lluna
- Helictites
- Perles de caverna

Llistat de tipus d'espeleotemes (primera entrada), subtipus (segona entrada) i algunes de les varietats més habituals (tercera entrada).

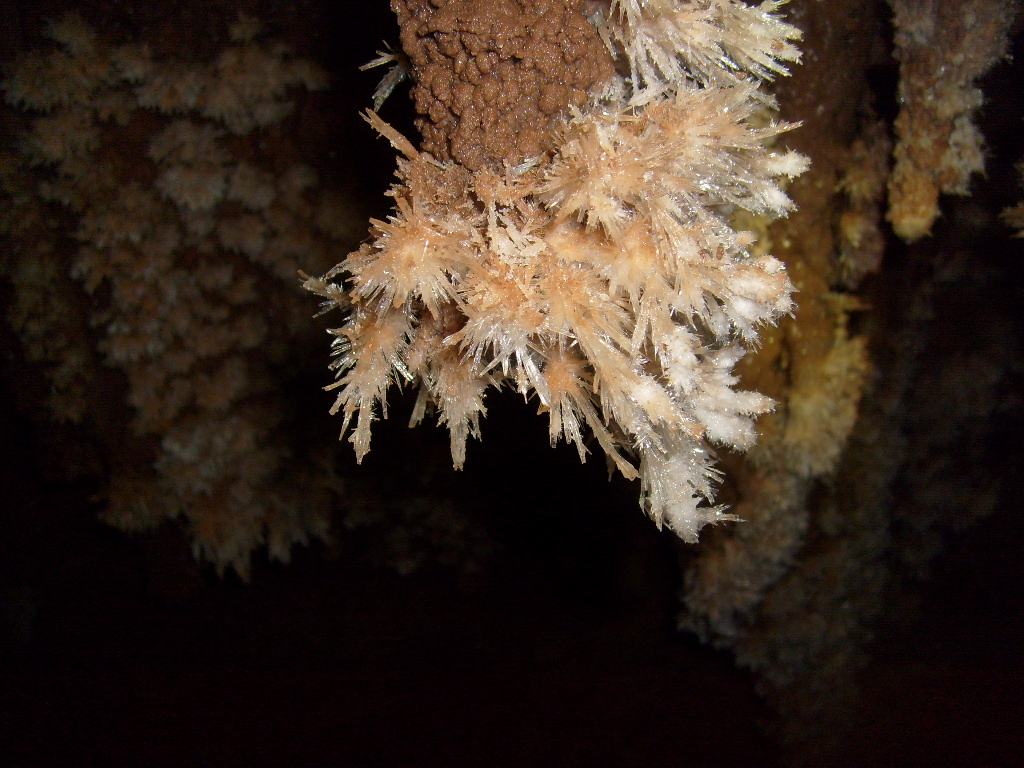
Agregat acicular
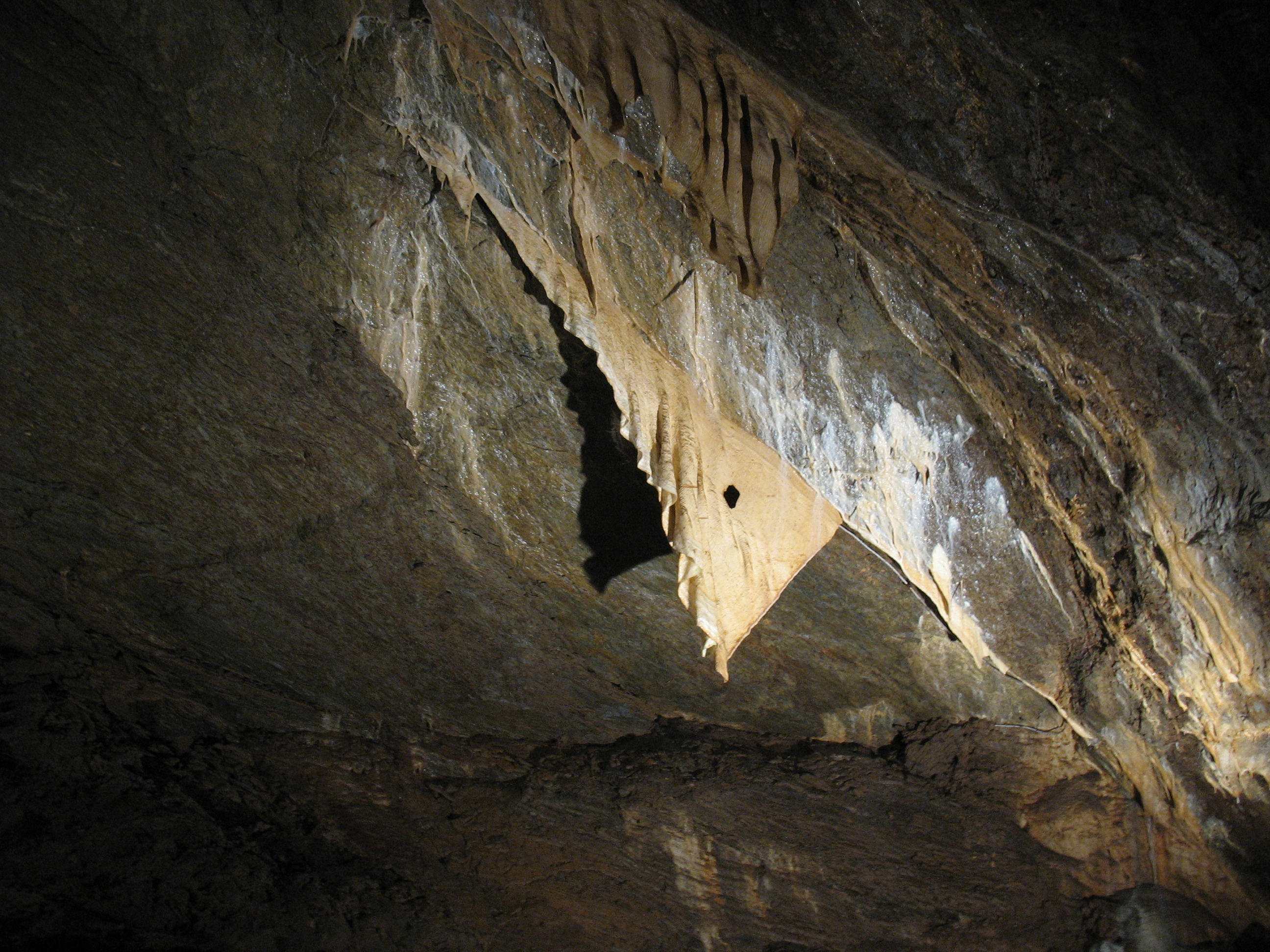
Bandera
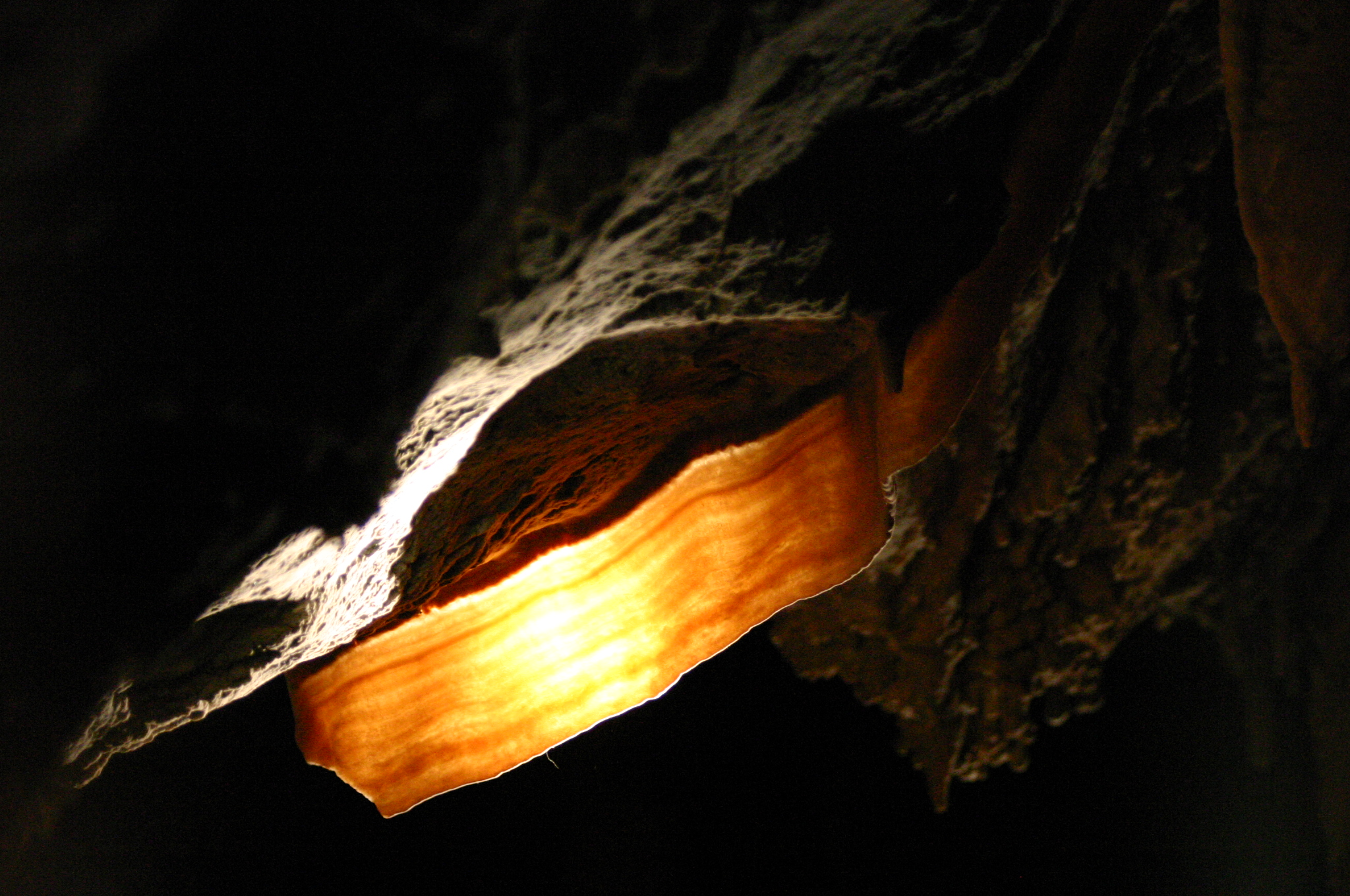
Bacó (varietat de bandera)
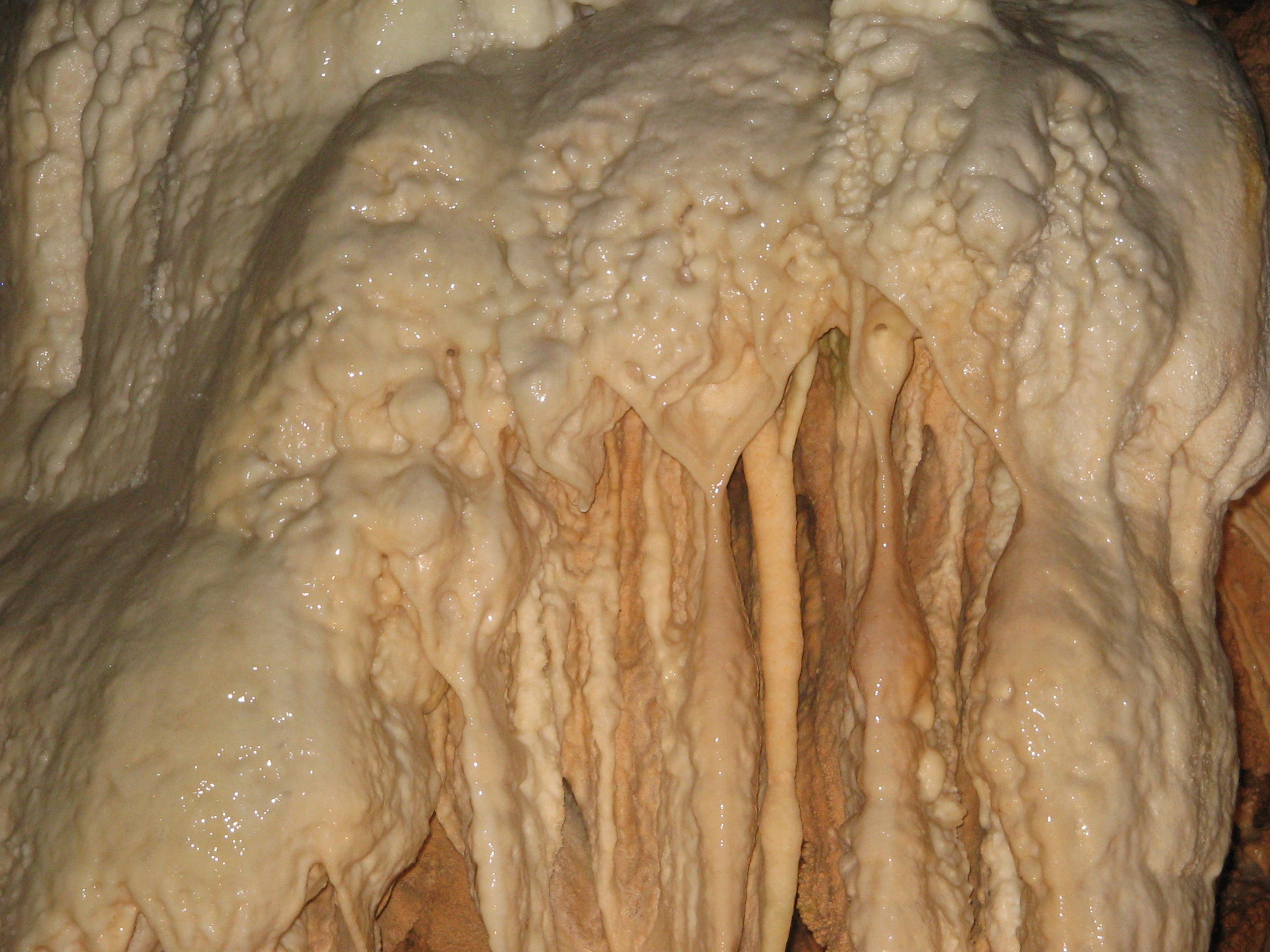
Colada parietal (varietat de colada)
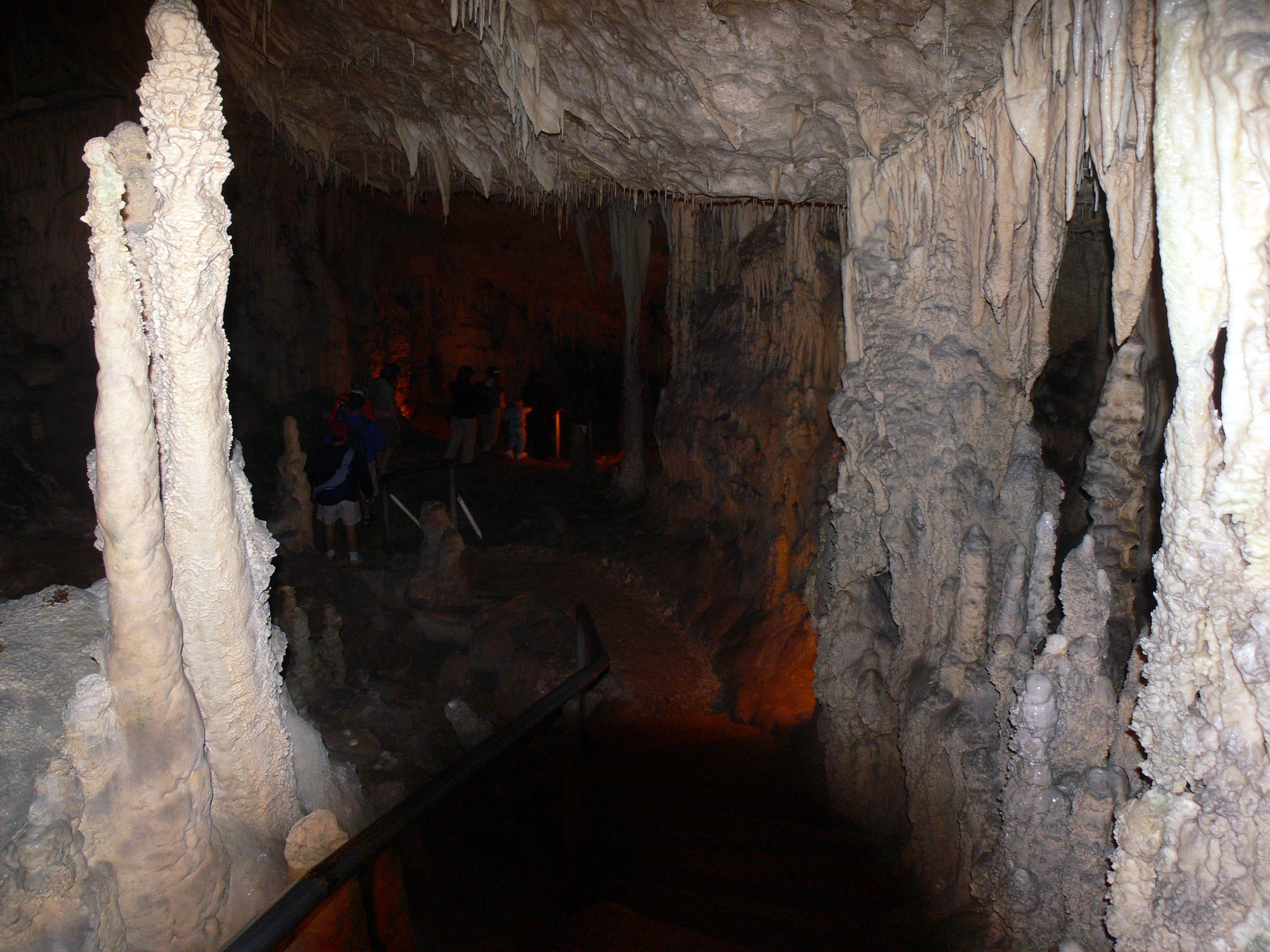
Columna
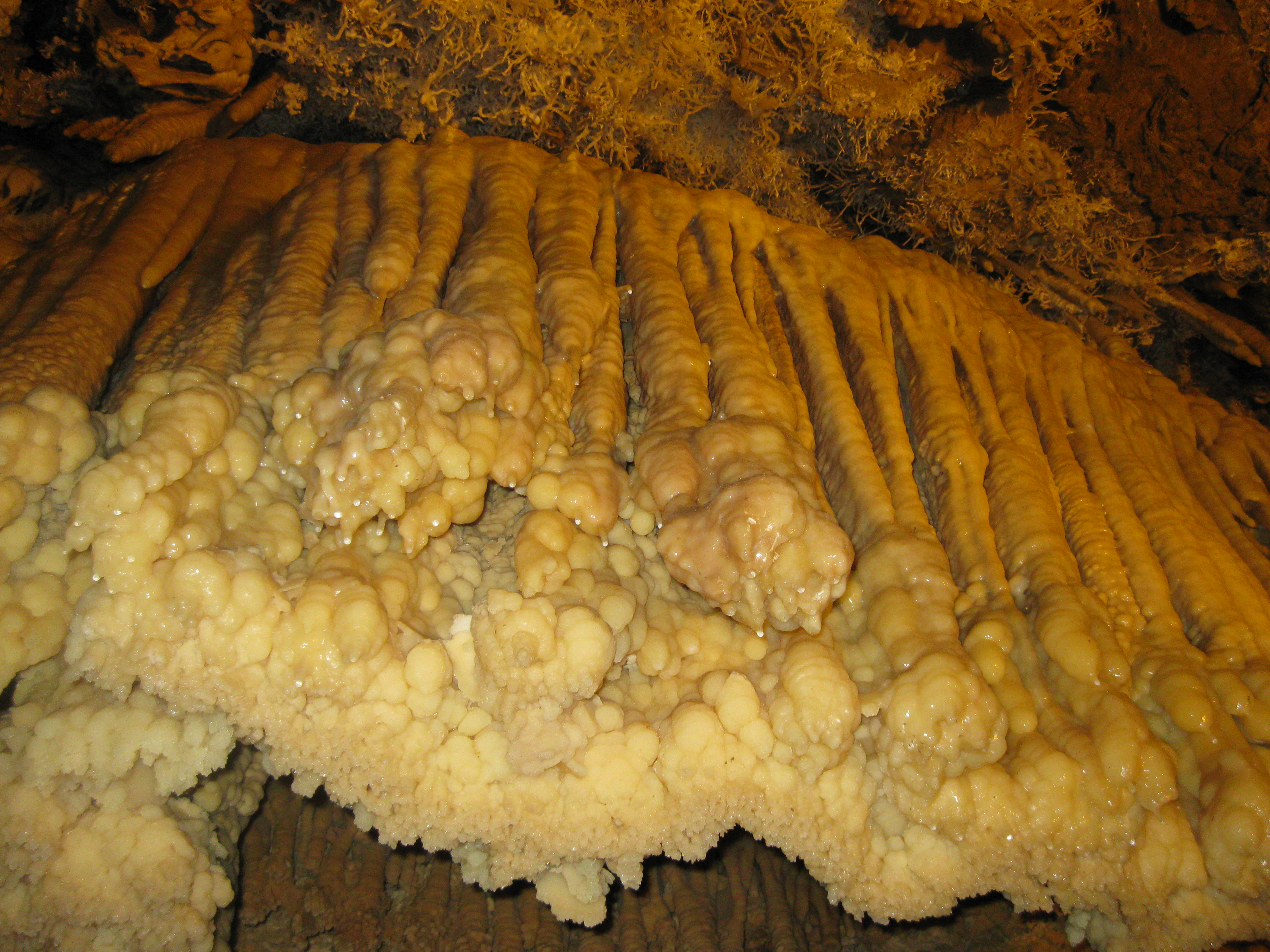
Coral·loide
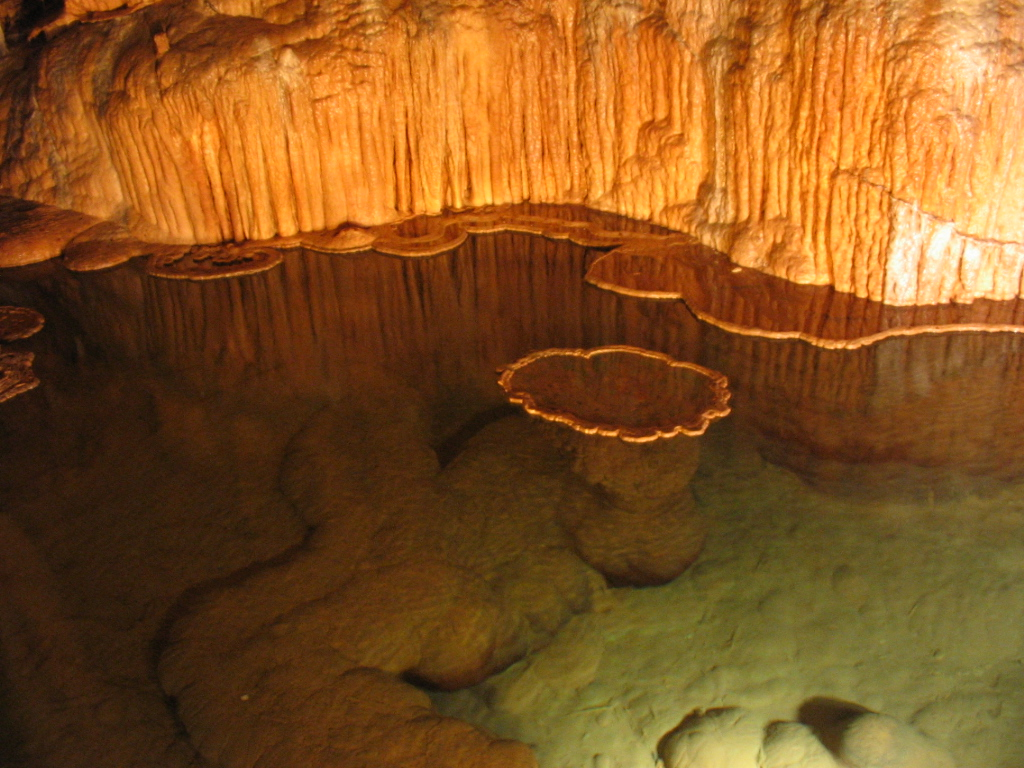
Cornisa
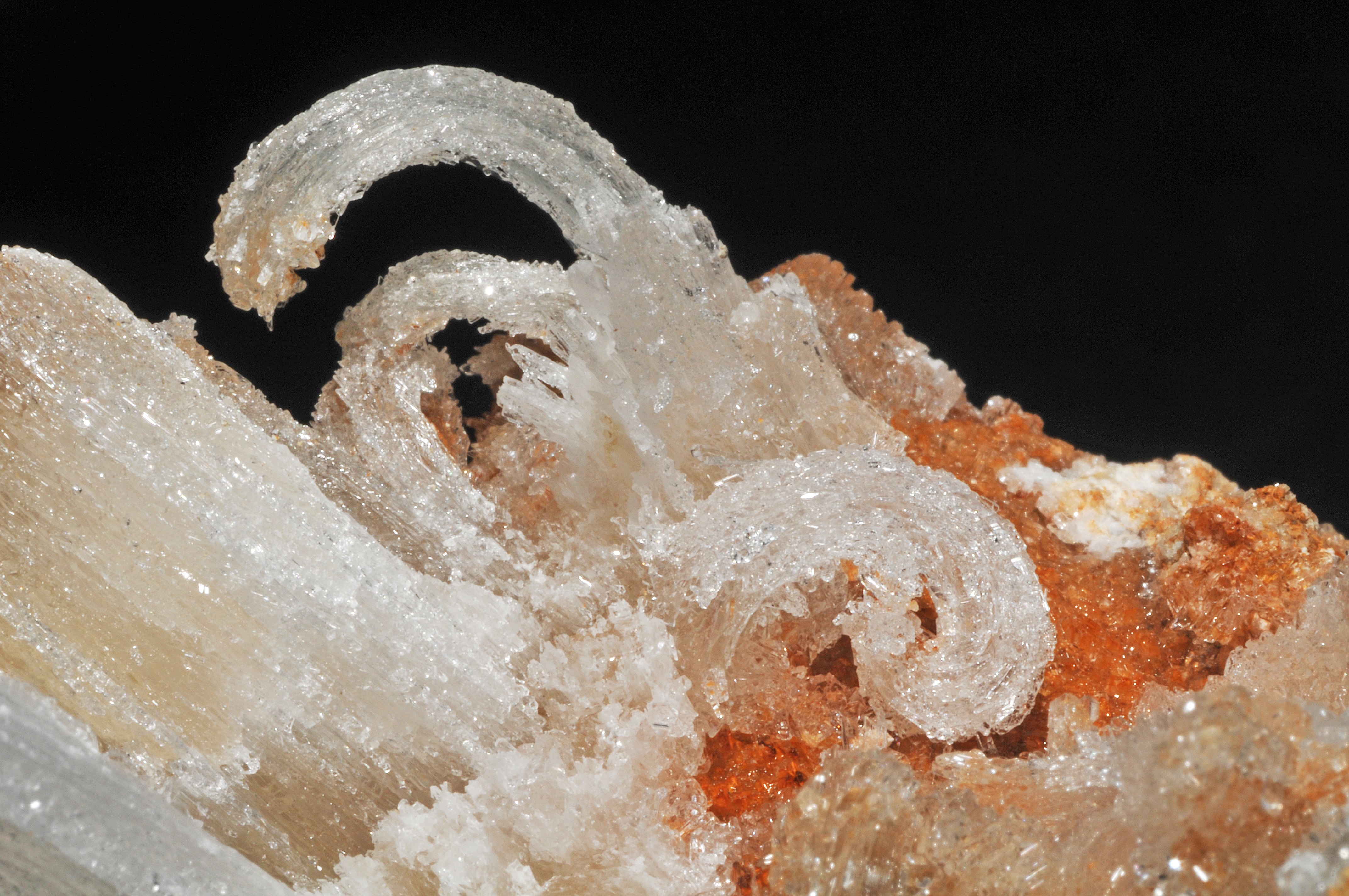
Flors de guix
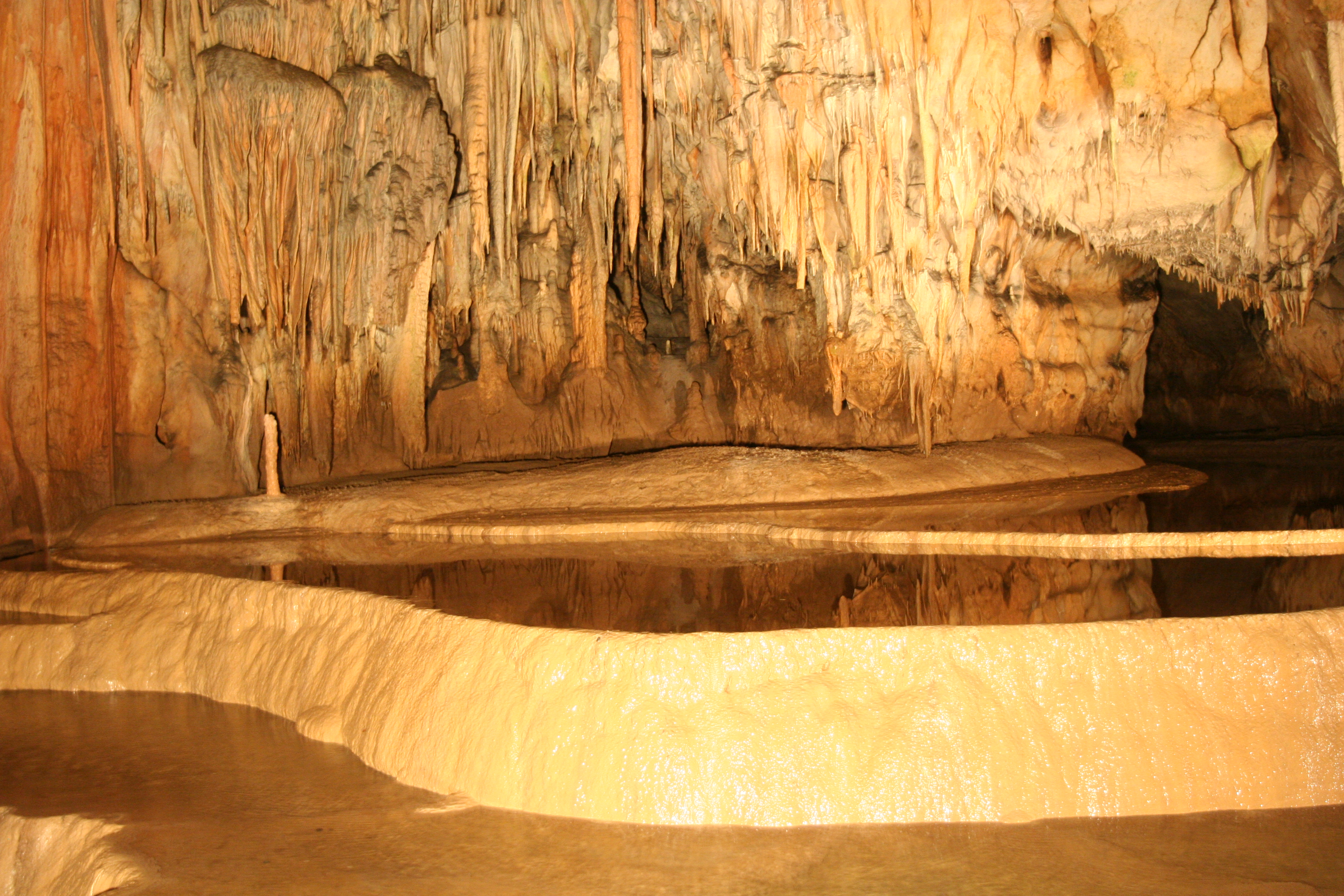
Gour
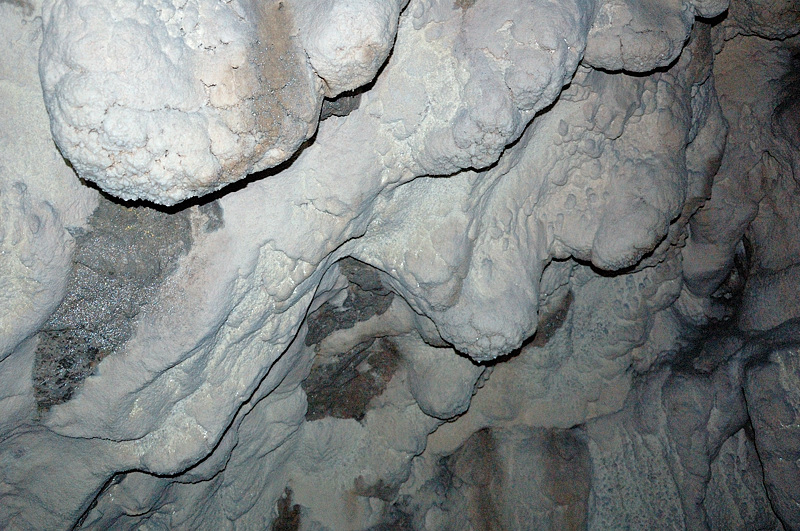
Llet de Lluna
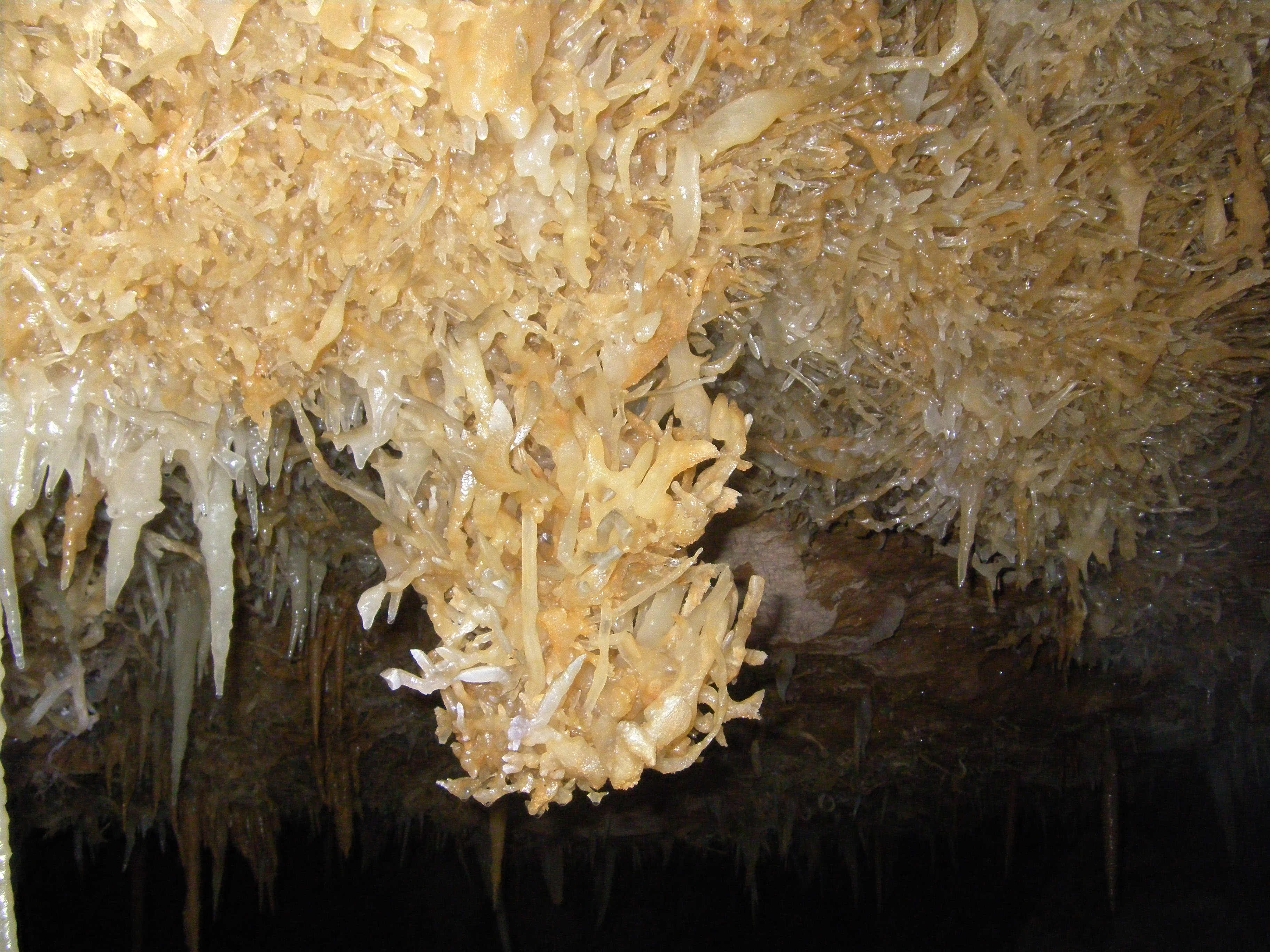
Helictites
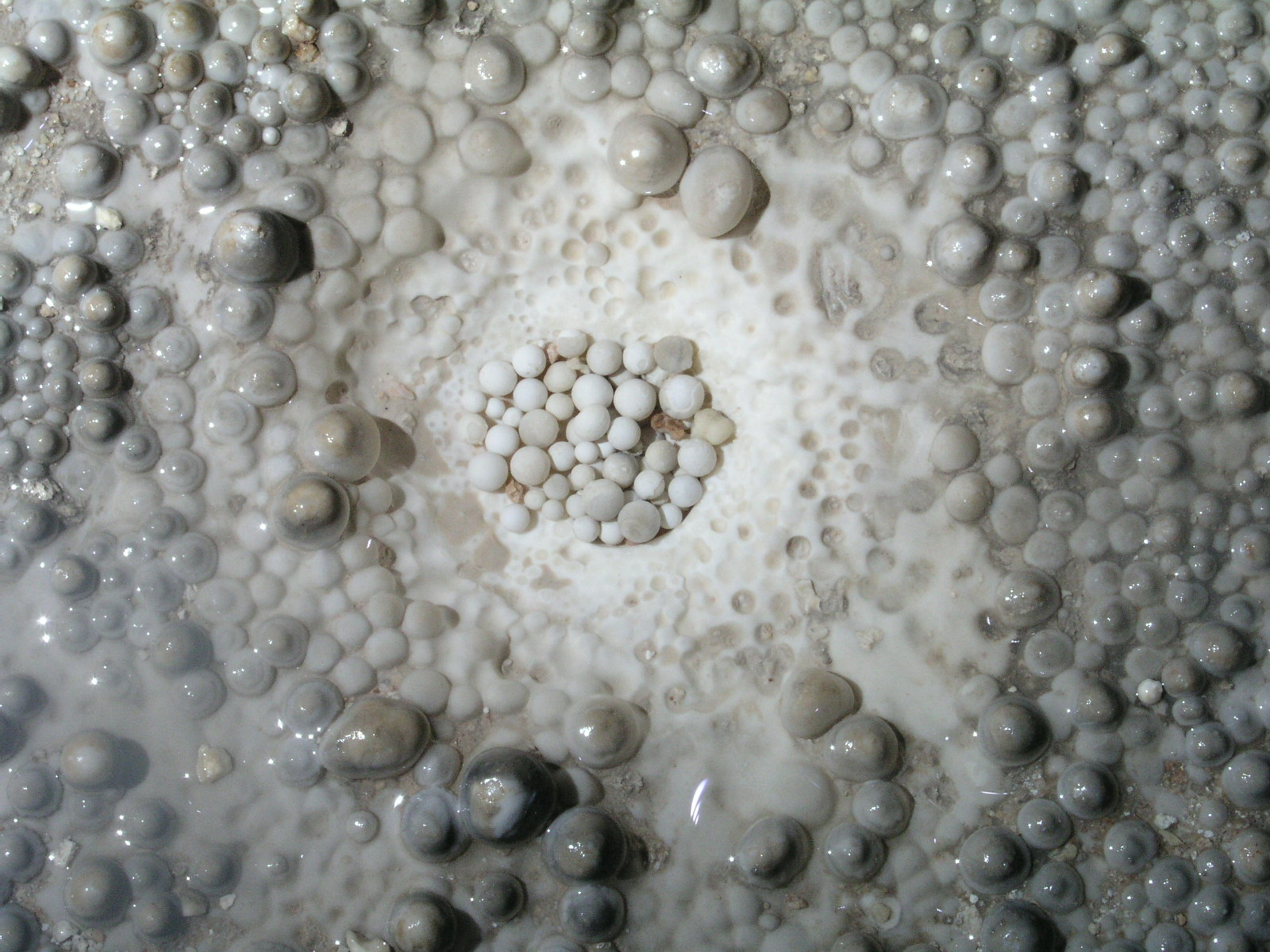
Perles de caverna

- Anell estalagmític
- Antodita
- Banderes

-Bacó (var.)
-Dent de serra (var.)
- Bombolles
- Butllofa
  - Bolles de guix
- Calcita espàtica
- Calcita flotant
  - Cons de calcita flotant

-Con de volcà (var.)
- Casquets
- Capçal de dutxa (espeleotema)
- Caputxes
- Colades

-Colades parietals (var.)
-Colades pavimentàries (var.)
- - Dosseret

-Dosseret de campana (var.)
-Dosseret baldaquí (var.)
-Dosseret clàstic o fals sòl (var.)
- Columnes
- Conulites

-Antiestalagmites (var.)
- Coral·loides

-Botrioides (var.)
- Cornises
  - Cornisa de mitja lluna

-Palmatòria (var.)
- Dits
- Enreixats
  - Septària
- Escuts

-Paracaigudes (var.)
- Espeleosismites
- Espeleotema fibrós
  - Cabells
  - Cotó
  - Cordons
- Estalactites

-Estalactites globuloses
- - Macarró
- Estalagmites

-Ous fregits (var.)
- Flors de cova
- Fulls
- Globus
- Guèisermita
- Gour
  - Gour de lotus
- Helictita
  - Anemolita
- Llet de Lluna
- Revestiment

-Niguls de cova (var.)
- Safates
- Plats
- Perles de cavernes
- Pols de cova
- Toveres
- Tubs de corall
- Tub de cova